# نقشه‌نگاری سیاره‌ای
نقشه‌نگاری سیاره‌ای (به انگلیسی: Planetary cartography) یا نقشه‌نگاری اجرام فرازمینی (CEO)، نقشه‌نگاری از توده‌های جامد خارج از کره زمین است. نقشه‌های سیاره‌ای می‌توانند هر ویژگی نقشه‌برداری فضایی (مانند توپوگرافی، زمین‌شناسی و خواص ژئوفیزیکی) را برای سطوح فرازمینی نشان دهند. برخی از نمونه‌های معروف این نقشه‌ها توسط USGS تولید شده‌اند، مانند آخرین نقشه زمین‌شناسی مریخ، اما بسیاری دیگر در مجله‌های علمی تخصصی منتشر شده‌اند.